# کاکربک
کاکربک (به آلمانی: Kakerbeck) یک منطقهٔ مسکونی در آلمان است که در کالبه (میلده) واقع شده‌است. کاکربک ۹۲۱ نفر جمعیت دارد.